# 秋季中国地区高等学校野球大会 (鳥取県勢)
秋季中国地区高等学校野球大会の鳥取県勢の成績について記す。

## 大会結果
☆は優勝、★は準優勝、◇はベスト4、校名は翌春選抜大会出場。コールド、延長の記載は省略。
| 年度   | 代表校                        | 大会成績 |
| ------ | ----------------------------- | --- |
| 1948年 | 米子一（初出場）              | 1回戦 4－8 倉敷工（岡山県）                                                                                         |
| 1949年 | ◇倉吉（初出場）               | 1回戦 1－0 倉敷工（岡山県） 準決勝 0－8 鳥取西（鳥取県）                                                            |
| 1949年 | ◇境（初出場）                 | 1回戦 2－1 柳井（山口県） 準決勝 2－4 米子東（鳥取県）                                                              |
| 1949年 | ☆米子東（2季連続2回目）       | 1回戦 1－0 盈進（広島県） 準決勝 4－2 境（鳥取県） 決勝 5－0 鳥取西（鳥取県）                                       |
| 1949年 | ★鳥取西（初出場）             | 1回戦 1－0 松江（島根県） 準決勝 8－0 倉吉（鳥取県） 決勝 0－5 米子東（鳥取県）                                     |
| 1950年 | 米子東（3季連続3回目）        | 1回戦 5－7 宇部工（山口県）                                                                                         |
| 1951年 | ◇米子東（4季連続4回目）       | 1回戦 4－0 大社（島根県） 準決勝 1－2 出雲産（島根県）                                                              |
| 1952年 | ★米子西（初出場）             | 1回戦 5－4 尾道商（広島県） 準決勝 6－1 呉三津田（広島県） 決勝 2－3 柳井（山口県）                                 |
| 1953年 | ◇米子東（2季ぶり5回目）       | 1回戦 3－2 笠岡商工（岡山県） 準決勝 1－8 岡山東商（岡山県）                                                        |
| 1954年 | 境（5季ぶり2回目）            | 1回戦 3－2 松江商（島根県） 2回戦 0－1 防府（山口県）                                                               |
| 1954年 | 倉吉東（5季ぶり2回目）        | 1回戦 3－2 盈進商（広島県） 2回戦 4－5 米子南（鳥取県）                                                             |
| 1954年 | 鳥取西（5季ぶり2回目）        | 1回戦 3－4 防府（山口県）                                                                                           |
| 1954年 | ☆米子南（初出場）             | 2回戦 5－4 倉吉東（鳥取県） 決勝 1－0 防府（山口県）                                                                |
| 1955年 | ◇米子南（2季連続2回目）       | 1回戦 7－0 松江商（島根県） 準決勝 3－5 大社（島根県）                                                              |
| 1956年 | 米子東（3季ぶり6回目）        | 1回戦 0－7 柳井（山口県）                                                                                           |
| 1957年 | 境（3季ぶり3回目）            | 1回戦 0－5 広陵（広島県）                                                                                           |
| 1958年 | 倉吉東（4季ぶり3回目）        | 1回戦 2－9 吉備（岡山県）                                                                                           |
| 1959年 | ★米子東（4季ぶり7回目）       | 2回戦 1－0 出雲産（島根県） 準決勝 6－5 倉敷工（岡山県） 決勝 0－1 関西（岡山県）                                   |
| 1959年 | 境（3季ぶり4回目）            | 1回戦 0－2 萩商工（山口県）                                                                                         |
| 1960年 | ★米子東（3季連続9回目）       | 2回戦 5－1 豊浦（山口県） 準決勝 4－3 浜田（島根県） 決勝 5－6 松江商（島根県）                                     |
| 1960年 | 八頭（初出場）                | 1回戦 0－11 忠海（広島県）                                                                                          |
| 1961年 | 鳥取工（初出場）              | 1回戦 4－0 尾道商（広島県） 2回戦 2－6 出雲産（島根県）                                                             |
| 1961年 | 米子工（5季ぶり2回目）        | 1回戦 7－2 倉敷工（岡山県） 2回戦 5－7 豊浦（山口県）                                                               |
| 1962年 | ◇米子東（3季ぶり11回目）      | 2回戦 9－2 備南（岡山県） 準決勝 0－7 下関商（山口県）                                                              |
| 1962年 | ◇米子工（2季ぶり3回目）       | 2回戦 2－0 下松工（山口県） 準決勝 1－5 呉港（広島県）                                                              |
| 1963年 | 米子工（2季ぶり4回目）        | 2回戦 0－9 尾道商（広島県）                                                                                         |
| 1963年 | 米子東（2季ぶり12回目）       | 1回戦 1－3 北川工（広島県）                                                                                         |
| 1964年 | ☆米子東（2季ぶり13回目）      | 2回戦 8－1 関西（岡山県） 準決勝 14－1 広島商（広島県） 決勝 2－1 岡山東商（岡山県）                                |
| 1964年 | ◇鳥取西（16季ぶり3回目）      | 2回戦 5－3 広陵（広島県） 準決勝 1－4 岡山東商（岡山県）                                                            |
| 1965年 | 鳥取西（2季ぶり4回目）        | 1回戦 0－4 邇摩（島根県）                                                                                           |
| 1965年 | ★米子東（2季ぶり14回目）      | 2回戦 2－0 早鞆（山口県） 準決勝 8－3 広陵（広島県） 決勝 1－2 邇摩（島根県）                                       |
| 1966年 | 境（14季ぶり5回目）           | 2回戦 0－7 尾道商（広島県）                                                                                         |
| 1966年 | 米子工（2季連続8回目）        | 2回戦 2－4 豊浦（山口県）                                                                                           |
| 1967年 | 鳥取西（3季ぶり6回目）        | 2回戦 0－3 倉敷工（岡山県）                                                                                         |
| 1967年 | 倉吉東（11季ぶり7回目）       | 1回戦 1-5 防府商（山口県）                                                                                          |
| 1968年 | ◇米子商（初出場）             | 2回戦 5－3 廿日市（広島県） 準決勝 0－6 玉島商（岡山県）                                                            |
| 1968年 | 米子工（3季ぶり10回目）       | 1回戦 1－3 広島商（広島県）                                                                                         |
| 1969年 | ★米子東（3季ぶり17回目）      | 2回戦 6－2 柳井商工（山口県） 準決勝 5－3 広島商（広島県） 決勝 0－3 広陵（広島県）                                 |
| 1969年 | 米子工（4季ぶり11回目）       | 2回戦 3－11 江津工（島根県）                                                                                        |
| 1970年 | 米子工（2季ぶり12回目）       | 1回戦 0－6 柳井（山口県）                                                                                           |
| 1970年 | 倉吉産（初出場）              | 2回戦 4－5 大田（島根県）                                                                                           |
| 1971年 | ★鳥取工（11季ぶり3回目）      | 2回戦 4－1 岡山東商（岡山県） 準決勝 3－2 益田商（島根県） 決勝 5－6 倉敷工（岡山県）                               |
| 1971年 | 米子東（2季連続20回目）       | 2回戦 1－4 倉敷工（岡山県）                                                                                         |
| 1972年 | 鳥取西（3季ぶり8回目）        | 1回戦 0－1 岩国（山口県）                                                                                           |
| 1972年 | ◇境（26季ぶり6回目）          | 2回戦 5－0 江の川（島根県） 準決勝 1－6 広島商（広島県）                                                            |
| 1973年 | 境（2季ぶり7回目）            | 2回戦 2－4 広島商（広島県）                                                                                         |
| 1973年 | 鳥取城北（初出場）            | 1回戦 4－2 出雲（島根県） 2回戦 0－7 防府商（山口県）                                                               |
| 1974年 | 鳥取西（2季連続10回目）       | 2回戦 3－5 倉敷工（岡山県）                                                                                         |
| 1974年 | ◇倉吉北（初出場）             | 2回戦 6－5 岡山東商（岡山県） 準決勝 3－8 広島工（広島県）                                                          |
| 1975年 | 米子東（8季ぶり21回目）       | 2回戦 0－5 岡山東商（岡山県）                                                                                       |
| 1975年 | 鳥取工（7季ぶり5回目）        | 1回戦 1－8 柳井（山口県）                                                                                           |
| 1976年 | ◇米子東（3季連続23回目）      | 1回戦 2－1 下関商（山口県） 2回戦 1－0 水島工（岡山県） 準決勝 0－2 瀬戸内（広島県）                                |
| 1976年 | 八頭（32季ぶり2回目）         | 1回戦 0－1 岡山南（岡山県）                                                                                         |
| 1977年 | 米子商（9季ぶり4回目）        | 2回戦 0－4 広陵（広島県）                                                                                           |
| 1977年 | 倉吉産（14季ぶり2回目）       | 1回戦 1－6 崇徳（広島県）                                                                                           |
| 1978年 | 境（10季ぶり8回目）           | 1回戦 2－3 岡山南（岡山県）                                                                                         |
| 1978年 | ◇倉吉北（5季ぶり3回目）       | 1回戦 7－1 浜田（島根県） 2回戦 2－0 玉野（岡山県） 準決勝 3－4 府中東（広島県）                                    |
| 1979年 | 鳥取商（17季ぶり2回目）       | 2回戦 6－8 松江商（島根県）                                                                                         |
| 1979年 | ◇倉吉北（2季ぶり4回目）       | 1回戦 6－1 邇摩（島根県） 2回戦 2－0 岩国商（山口県） 準決勝 2－5 広陵（広島県）                                    |
| 1980年 | ◇倉吉北（3季連続6回目）       | 2回戦 9－0 江津工（島根県） 準決勝 1－6 岡山理大附（岡山県）                                                        |
| 1980年 | 倉吉東（26季ぶり8回目）       | 1回戦 3－2 宇部商（山口県） 2回戦 1－3 岡山県作陽（岡山県）                                                         |
| 1981年 | ◇鳥取城北（11季ぶり3回目）    | 2回戦 3－0 大社（島根県） 準決勝 3－5 尾道商（広島県）                                                              |
| 1982年 | 米子東（11季ぶり25回目）      | 2回戦 2－8 宇部商（山口県）                                                                                         |
| 1982年 | 由良育英（43季ぶり2回目）     | 1回戦 7－8 江津（島根県）                                                                                           |
| 1983年 | 鳥取城北（4季ぶり4回目）      | 2回戦 5－6 近大福山（広島県）                                                                                       |
| 1983年 | 境（9季ぶり10回目）           | 2回戦 3－4 多々良学園（山口県）                                                                                     |
| 1984年 | 境（2季ぶり11回目）           | 2回戦 0－1 関西（岡山県）                                                                                           |
| 1984年 | 倉吉西（初出場）              | 2回戦 2－9 大田（島根県）                                                                                           |
| 1985年 | 米子北（初出場）              | 1回戦 2－3 平田（島根県）                                                                                           |
| 1985年 | 倉吉北（10季ぶり7回目）       | 1回戦 2－8 防府商（山口県）                                                                                         |
| 1986年 | 八頭（2季連続5回目）          | 2回戦 0－1 大田（島根県）                                                                                           |
| 1986年 | ◇米子（初出場）               | 1回戦 2－1 岡山大安寺（岡山県） 2回戦 7－6 江津工（島根県） 準決勝 1－7 広島商（広島県）                            |
| 1987年 | ◇倉吉東（13季ぶり10回目）     | 1回戦 6－2 岡山東商（岡山県） 2回戦 6－3 南陽工（山口県） 準決勝 1－11 広島工（広島県）                             |
| 1987年 | 鳥取西（25季ぶり12回目）      | 2回戦 3－4 江の川（島根県）                                                                                         |
| 1988年 | ◇境（3季ぶり13回目）          | 2回戦 8－1 松江商（島根県） 準決勝 3－11 広島工（広島県）                                                           |
| 1988年 | ★倉吉東（2季ぶり11回目）      | 2回戦 2－1 松江東（島根県） 準決勝 7－5 山陽（広島県） 決勝 2－8 広島工（広島県）                                   |
| 1989年 | ◇鳥取西（4季ぶり13回目）      | 2回戦 7－2 出雲西（島根県） 準決勝 1－3 倉敷商（岡山県）                                                            |
| 1989年 | 境（2季ぶり14回目）           | 1回戦 4－11 淞南学園（島根県）                                                                                      |
| 1990年 | 米子商（17季ぶり6回目）       | 2回戦 5－6 淞南学園（島根県）                                                                                       |
| 1990年 | 鳥取城北（14季ぶり5回目）     | 1回戦 1－3 宇部商（山口県）                                                                                         |
| 1991年 | ◇米子商（3季連続8回目）       | 2回戦 5－2 豊浦（山口県） 準決勝 1－3 広陵（広島県）                                                                |
| 1991年 | 鳥取西（4季ぶり14回目）       | 2回戦 4－6 広島商（広島県）                                                                                         |
| 1992年 | ◇鳥取西（2季ぶり15回目）      | 1回戦 13－4 大社（島根県） 2回戦 4－2 尾道商（広島県） 準決勝 3－4 関西（岡山県）                                   |
| 1992年 | 倉吉北（3季ぶり10回目）       | 2回戦 1－2 岩国（山口県）                                                                                           |
| 1993年 | 鳥取西（2季ぶり16回目）       | 2回戦 0－5 岡山理大附（岡山県）                                                                                     |
| 1993年 | 境（7季ぶり16回目）           | 2回戦 2－9 江の川（島根県）                                                                                         |
| 1994年 | 倉吉北（2季連続13回目）       | 1回戦 6－3 岡山城東（岡山県） 2回戦 2－7 広島工（広島県）                                                           |
| 1994年 | ◇倉吉産（34季ぶり3回目）      | 2回戦 4－3 松江商（島根県） 準決勝 1－8 関西（岡山県）                                                              |
| 1995年 | ★米子東（2季連続28回目）      | 1回戦 3－2 出雲工（島根県） 準々決勝 13－0 矢上（島根県） 準決勝 5－3 高陽東（広島県） 決勝 0－6 岡山城東（岡山県） |
| 1995年 | 倉吉北（2季ぶり14回目）       | 1回戦 0－4 邇摩（島根県）                                                                                           |
| 1995年 | 米子商（7季ぶり10回目）       | 1回戦 8－9 矢上（島根県）                                                                                           |
| 1996年 | ◇鳥取城北（2季連続8回目）     | 1回戦 3－2 岡山城東（岡山県） 準々決勝 9－2 倉吉北（鳥取県） 準決勝 1－3 豊浦（山口県）                             |
| 1996年 | 八頭（20季ぶり6回目）         | 1回戦 5－3 益田（島根県） 準々決勝 5－6 岡山南（岡山県）                                                            |
| 1996年 | 倉吉北（2季ぶり15回目）       | 1回戦 7－6 関西（岡山県） 準々決勝 2－9 鳥取城北（鳥取県）                                                          |
| 1997年 | 米子西（17季ぶり3回目）       | 1回戦 1－5 出雲北陵（島根県）                                                                                       |
| 1997年 | 八頭（2季ぶり7回目）          | 1回戦 0－13 南陽工（山口県）                                                                                        |
| 1997年 | 倉吉東（3季ぶり13回目）       | 1回戦 1-3 江の川（島根県）                                                                                          |
| 1998年 | 鳥取城北（4季ぶり9回目）      | 1回戦 1－2 広島工（広島県）                                                                                         |
| 1998年 | 倉吉北（4季ぶり16回目）       | 1回戦 1－4 関西（岡山県）                                                                                           |
| 1998年 | 米子東（5季ぶり30回目）       | 1回戦 0－15 開星（島根県）                                                                                          |
| 1999年 | 倉吉東（4季ぶり14回目）       | 1回戦 1－3 岡山商大附（岡山県）                                                                                     |
| 1999年 | 米子商（8季ぶり11回目）       | 1回戦 2－5 盈進（広島県）                                                                                           |
| 1999年 | 鳥取西（5季ぶり19回目）       | 1回戦 0－8 広陵（広島県）                                                                                           |
| 1999年 | 米子工（37季ぶり15回目）      | 1回戦 3－5 尾道商（広島県）                                                                                         |
| 2000年 | 鳥取城北（4季ぶり10回目）     | 1回戦 3－5 淞南学園（島根県）                                                                                       |
| 2000年 | 倉吉東（2季ぶり15回目）       | 1回戦 5－4 大田（島根県） 準々決勝 3－6 岡山学芸館（岡山県）                                                        |
| 2000年 | 根雨（29季ぶり2回目）         | 1回戦 1－3 松江北（島根県）                                                                                         |
| 2001年 | 倉吉北（6季ぶり17回目）       | 1回戦 3－5 玉野光南（岡山県）                                                                                       |
| 2001年 | 米子松蔭（3季ぶり13回目）     | 1回戦 1－2 益田東（島根県）                                                                                         |
| 2001年 | 鳥取城北（2季ぶり11回目）     | 1回戦 1－13 関西（岡山県）                                                                                          |
| 2002年 | 境（3季ぶり19回目）           | 1回戦 7－10 多々良学園（山口県）                                                                                    |
| 2002年 | 鳥取城北（2季ぶり12回目）     | 1回戦 3－10 出雲北陵（島根県）                                                                                      |
| 2002年 | 由良育英（3季ぶり4回目）      | 1回戦 3－10 徳山商（山口県）                                                                                        |
| 2003年 | 鳥取商（35季ぶり8回目）       | 1回戦 1－8 浜田（島根県）                                                                                           |
| 2003年 | 米子松蔭（4季ぶり14回目）     | 1回戦 0－13 広陵（広島県）                                                                                          |
| 2003年 | ◇鳥取城北（2季ぶり13回目）    | 1回戦 7－4 開星（島根県） 2回戦 7－6 浜田（島根県） 準決勝 1－3 岡山城東（岡山県）                                  |
| 2004年 | 鳥取商（2季ぶり9回目）        | 1回戦 0－10 開星（島根県）                                                                                          |
| 2004年 | 米子西（7季ぶり5回目）        | 1回戦 5－12 南陽工（山口県）                                                                                        |
| 2004年 | 鳥取西（2季連続22回目）       | 1回戦 8－9 宇部商（山口県）                                                                                         |
| 2004年 | 米子東（11季ぶり32回目）      | 1回戦 1－6 華陵（山口県）                                                                                           |
| 2005年 | 米子西（2季ぶり6回目）        | 1回戦 2－4 岡山東商（岡山県）                                                                                       |
| 2005年 | 倉吉東（4季ぶり16回目）       | 1回戦 12－8 出雲西（島根県） 準々決勝 3－4 南陽工（山口県）                                                         |
| 2005年 | 鳥取城北（2季ぶり14回目）     | 1回戦 1－4 如水館（広島県）                                                                                         |
| 2006年 | 倉吉北（2季連続20回目）       | 1回戦 3－6 華陵（山口県）                                                                                           |
| 2006年 | 境（2季連続22回目）           | 1回戦 1－3 柳井商（山口県）                                                                                         |
| 2006年 | 米子西（2季ぶり7回目）        | 1回戦 2－5 西京（山口県）                                                                                           |
| 2007年 | 米子松蔭（3季ぶり16回目）     | 1回戦 4－3 広島新庄（広島県） 準々決勝 0－7 八頭（鳥取県）                                                          |
| 2007年 | 鳥取西（2季連続25回目）       | 1回戦 5－0 高陽東（広島県） 準々決勝 1－3 下関商（山口県）                                                          |
| 2007年 | ★八頭（13季ぶり9回目）        | 1回戦 4－3 如水館（広島県） 準々決勝 7－0 米子松蔭（鳥取県） 準決勝 4－2 華陵（山口県） 決勝 3－4 下関商（山口県）  |
| 2008年 | ◇鳥取城北（5季ぶり16回目）    | 1回戦 1－0 出雲北陵（島根県） 準々決勝 11－1 邇摩（島根県） 準決勝 1－2 倉敷工（岡山県）                            |
| 2008年 | 鳥取商（2季連続11回目）       | 1回戦 0－1 広島新庄（広島県）                                                                                       |
| 2008年 | 鳥取東（初出場）              | 1回戦 2－5 邇摩（島根県）                                                                                           |
| 2009年 | 倉吉東（8季ぶり15回目）       | 1回戦 0－1 石見智翠館（島根県）                                                                                     |
| 2009年 | 倉吉北（6季ぶり21回目）       | 1回戦 3－5 崇徳（広島県）                                                                                           |
| 2009年 | 八頭（2季連続11回目）         | 1回戦 0－7 広陵（広島県）                                                                                           |
| 2009年 | 鳥取中央育英（初出場）        | 1回戦 0－2 広島新庄（広島県）                                                                                       |
| 2010年 | ◇鳥取中央育英（2季ぶり2回目） | 1回戦 4－2 宇部鴻城（山口県） 準々決勝 8－4 岩国（山口県） 準決勝 3－4 創志学園（岡山県）                           |
| 2010年 | 八頭（4季連続13回目）         | 1回戦 0－9 岡山学芸館（岡山県）                                                                                     |
| 2010年 | 鳥取商（4季ぶり12回目）       | 1回戦 1－11 岩国（山口県）                                                                                          |
| 2011年 | 鳥取中央育英（2季ぶり3回目）  | 1回戦 6－8 南陽工（山口県）                                                                                         |
| 2011年 | ☆鳥取城北（6季ぶり17回目）    | 1回戦 7－1 玉野光南（岡山県） 準々決勝 2－1 岩国工（山口県） 準決勝 7－0 大社（島根県） 決勝 4－1 倉敷商（岡山県）  |
| 2011年 | 八頭（2季ぶり14回目）         | 1回戦 0－7 早鞆（山口県）                                                                                           |
| 2012年 | 米子北（33季ぶり3回目）       | 1回戦 1－9 広陵（広島県）                                                                                           |
| 2012年 | 米子松蔭（10季ぶり17回目）    | 1回戦 1－3 倉敷商（岡山県）                                                                                         |
| 2012年 | 鳥取城北（3季連続19回目）     | 1回戦 4－8 崇徳（広島県）                                                                                           |
| 2013年 | 鳥取城北（2季ぶり20回目）     | 1回戦 1－5 広陵（広島県）                                                                                           |
| 2013年 | 鳥取商（6季ぶり13回目）       | 1回戦 1－7 岩国（山口県）                                                                                           |
| 2013年 | 岩美（初出場）                | 1回戦 1－3 広島新庄（広島県）                                                                                       |
| 2014年 | 境（16季ぶり23回目）          | 1回戦 2－3 宇部商（山口県）                                                                                         |
| 2014年 | 米子西（16季ぶり8回目）       | 1回戦 2－3 益田東（島根県）                                                                                         |
| 2014年 | ◇米子北（3季ぶり5回目）       | 1回戦 5－1 立正大淞南（島根県） 2回戦 6－5 益田東（島根県） 準決勝 0－1 宇部鴻城（山口県）                          |
| 2014年 | 米子東（5季ぶり34回目）       | 1回戦 0－2 平田（島根県）                                                                                           |
| 2015年 | 鳥取城北（4季ぶり21回目）     | 1回戦 5－6 南陽工（山口県）                                                                                         |
| 2015年 | 境（2季ぶり24回目）           | 1回戦 0－4 金光学園（岡山県）                                                                                       |
| 2015年 | 鳥取西（3季ぶり28回目）       | 1回戦 0－7 早鞆（山口県）                                                                                           |
| 2016年 | ◇鳥取城北（3季連続23回目）    | 1回戦 5－3 立正大淞南（島根県） 2回戦 3－0 米子松蔭（鳥取県） 準決勝 3－6 市呉（広島県）                            |
| 2016年 | 境（3季連続26回目）           | 1回戦 1－5 宇部鴻城（山口県）                                                                                       |
| 2016年 | 米子松蔭（8季ぶり18回目）     | 1回戦 3－2 玉島商（岡山県） 2回戦 0－3 鳥取城北（鳥取県）                                                           |
| 2017年 | 米子松蔭（2季ぶり19回目）     | 1回戦 3-23 瀬戸内（広島県）                                                                                         |
| 2017年 | 鳥取城北（5季連続25回目）     | 1回戦 4－5 尾道（広島県）                                                                                           |
| 2017年 | 鳥取商（5季ぶり25回目）       | 1回戦 11-7 広島国際学院（広島県） 2回戦 1-10 瀬戸内（広島県）                                                       |